# Rhopalaea idoneta
Rhopalaea idoneta is een zakpijpensoort uit de familie van de Diazonidae. De wetenschappelijke naam van de soort is voor het eerst geldig gepubliceerd in 2013 door Shenkar.